# 동사할린산맥

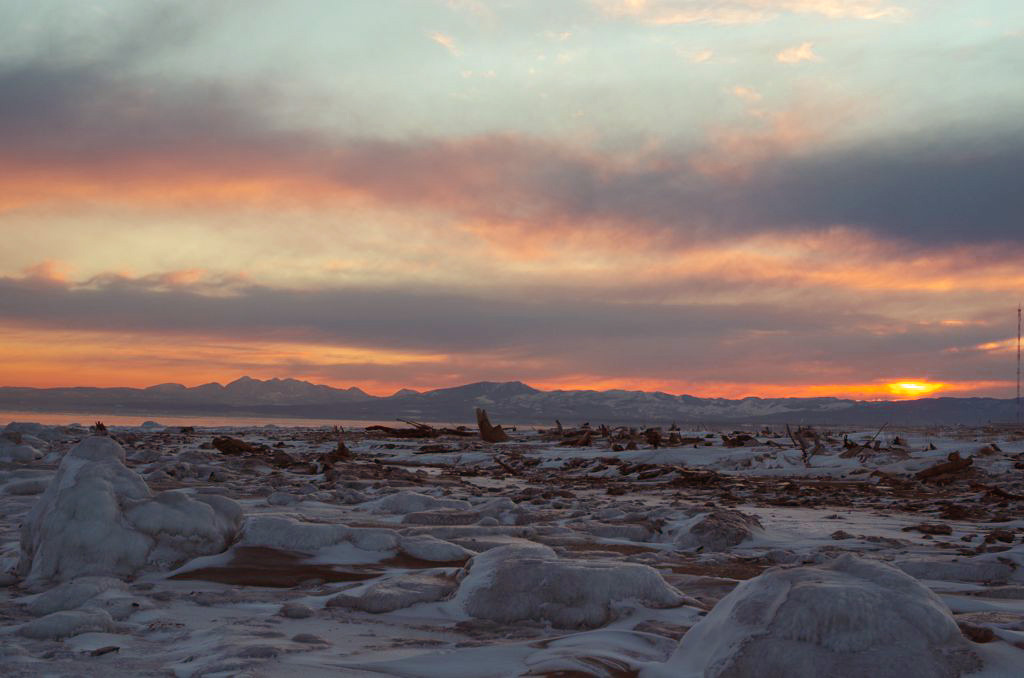

동사할린산맥(러시아어: Восточно-Сахалинские горы)은 사할린섬의 동쪽에 위치한 산맥이다. 길이는 280 km, 최고점은 1609 m[로파티나산(гора Лопатина)]이다. 지진이 활발한 곳이다. 대부분의 지역이 타이가로 덮여 있으며, 전나무가 주로 자란다.